# Ungleichung von Pedoe
Die Ungleichung von Pedoe oder auch Ungleichung von Neuberg-Pedoe, benannt nach Daniel Pedoe und Joseph Neuberg, ist eine geometrische Aussage über die Seitenlängen und die Flächeninhalte zweier Dreiecke.
Sind a, b und c die Seitenlängen eines Dreiecks mit dem Flächeninhalt f und A, B und C die Seitenlängen eines weiteren Dreiecks mit dem Flächeninhalt F, so gilt folgende Ungleichung:
{\displaystyle A^{2}(b^{2}+c^{2}-a^{2})+B^{2}(a^{2}+c^{2}-b^{2})+C^{2}(a^{2}+b^{2}-c^{2})\geq 16Ff,\,}
Dabei gilt das Gleichheitszeichen genau dann, wenn die beiden Dreiecke ähnlich zueinander sind.
Man beachte, dass der Rechenausdruck auf der linken Seite nicht nur bezüglich der sechs Permutationen der Menge { (A,a), (B,b), (C,c) } von geordneten Paaren symmetrisch ist, sondern auch – vielleicht weniger offensichtlich – bezüglich der Vertauschung von A mit a, B mit b und C mit c. Mit anderen Worten: Es handelt sich um eine symmetrische Funktion des gegebenen Paares von Dreiecken.
Diese Ungleichung verallgemeinert die Ungleichung von Weitzenböck. Diese erhält man, wenn eines der beiden Dreiecke gleichseitig ist, denn dann kürzt sich die Seitenlänge des gleichseitigen Dreiecks aus der Ungleichung heraus und übrig bleibt die Ungleichung von Weitzenböck für das zweite Dreieck.
Pedoe fand die Ungleichung 1941 und publizierte sie in mehreren Artikeln. Später stellte sich dann heraus, dass die Ungleichung bereits im 19. Jahrhundert von Neuberg entdeckt worden war, wobei dieser jedoch noch nicht bewiesen hatte, dass aus der Gleichheit, die Ähnlichkeit der beiden Dreiecke folgt.